# Ciliegia di Ceresara
Ciliegia di Ceresara è un prodotto ortofrutticolo italiano, una varietà di ciliegia, diffusa in Lombardia in Provincia di Mantova, in particolare nella zona del comune di Ceresara, il cui nome potrebbe derivare dal latino cerasus, ciliegia, ossia luogo dei ciliegeti.
Il prodotto ha acquisito lo stato di "De.C.O." (Denominazione comunale d'origine).
Il raccolto avviene a metà giugno. Il frutto si caratterizza per avere una dimensione medio-grande, con un picciolo lungo e con il colore della buccia rosso intenso. Il sapore è molto dolce e la polpa molto consistente.